# Szary Kierz (Kęsza)
Szary Kierz – zniesiona część wsi Kęsza w Polsce, położona w województwie pomorskim, w powiecie chojnickim, w gminie Czersk.
Miejscowość położona jest przy trasie dawnej magistrali węglowej tzw. "francuskiej" Maksymilianowo-Kościerzyna-Gdynia.
Nazwa z nadanym identyfikatorem SIMC występuje w zestawieniach archiwalnych TERYT z 1999 roku.
W latach 1975–1998 miejscowość administracyjnie należała do województwa bydgoskiego.